# Straż Państwowa
Straż Państwowa (ros. Государственная стража) – formacja wojskowo-policyjna Białych w latach 1919–1920 podczas wojny domowej w Rosji.
Straż Państwowa została powołana rozkazem dowódcy Sił Zbrojnych Południa Rosji gen. Antona I. Denikina z 25 marca 1919 r. Formacja łączyła rolę policji z czasów carskich i korpusu żandarmów. Miała po części strukturę wojskową. Była podporządkowana naczelnikowi Zarządu Spraw Wewnętrznych. Pełniła zadania ochrony bezpieczeństwa wewnętrznego. Na czele Straży Państwowej stał jej dowódca, pełniący jednocześnie funkcję zastępcy naczelnika Zarządu Spraw Wewnętrznych. Sztab dzielił się na oddziały: wojskowy, państwowy i kursów specjalistycznych. Korpus oficerski składał się z b. wojskowych carskich, zarówno ze służby czynnej, jak też rezerwy. Na niektórych stanowiskach mogli służyć cywile. Struktura organizacyjna Straży Państwowej była dostosowana do podziału administracyjnego terenów, opanowanych przez wojska Białych. W skład formacji wchodziły brygady w poszczególnych guberniach i większych miastach (podporządkowane gubernatorom i burmistrzom miast), brygady kolejowe, oddziały rzeczne, portowe i forteczne. Samodzielne funkcje pełniły wydziały kryminalno-śledcze, gdzie służyli b. policjanci i osoby cywilne. Dowódcą Straży Państwowej został gen. Nikołaj N. Martos. Funkcję szefa sztabu objął gen. W. N. Nikolski, a następnie gen. Sawicki.